# Ремезов, Ульян Моисеевич

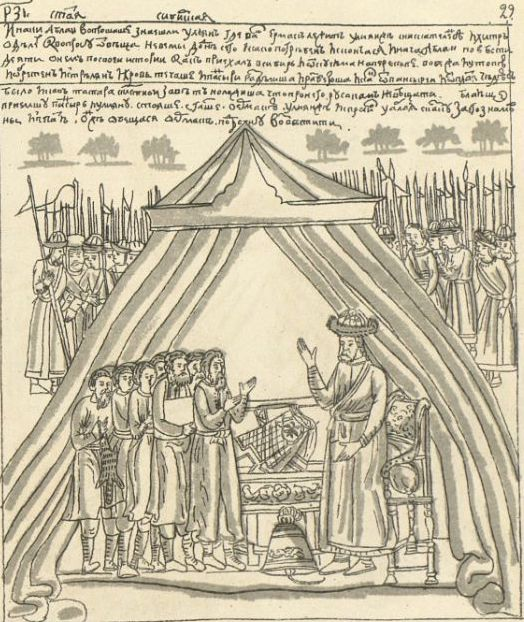
"Когда Ульян доехал до Урги, то была устроена ему встреча с честью по обычаю Аблая и угощение. Когда же принесли подарки, по наказу, Аблай спросил Ульяна: "Числится ли панцирь Ермака - ему недостойно быть среди даров". Тут Ульян зачитал список. Аблай тогда весь порядок передачи подарков нарушил: "Подайте мне панцирь". И подали. Он принял его с почтением, поцеловал и над головой своей поднял, воздавая хвалу царскому величеству и любви, потому что получил большое утешение". Ремезовская летопись

Улья́н Моисе́евич Ре́мезов — стрелецкий сотник на службе царя Алексея Михайловича, картограф, путешественник.

## Семья
Отец — Моисей, картограф, составлял чертежи новой слободы на реке Туре, собирал сведения от оставшихся в живых спутниках Ермака.
Сын — Семён Ремезов, в 1668 году принят простым казаком в стрелецкую сотню отца.

## На царской службе
Поступил на государеву службу в качестве стрелецкого сотника в год смерти своего отца Моисея. Царь Алексей Михайлович поручил Ульяну Ремезову ответственное задание: найти из России безопасную дорогу в Китай. Ульян разрабатывал чертежи на освоение бассейнов рек Ишим и Тары.
Руководил стрелецким отрядом, который 18 июля 1651 года вышел из Тобольска в южные степи. Отряду доверили вручение Аблаю царских подарков и ермаковой кольчуги (одна кольчуга была найдена, вторая пропала бесследно) в ответ на просьбу послов Аблая, пришедших в Тобольск в 1650 году (послы назвали владельцев этих кольчуг — наследников служилого мурзы Кайдаула и кондинского князя Алата). Сын Семён, как начинающий летописец, подробно записал отцовский рассказ об этом событии:

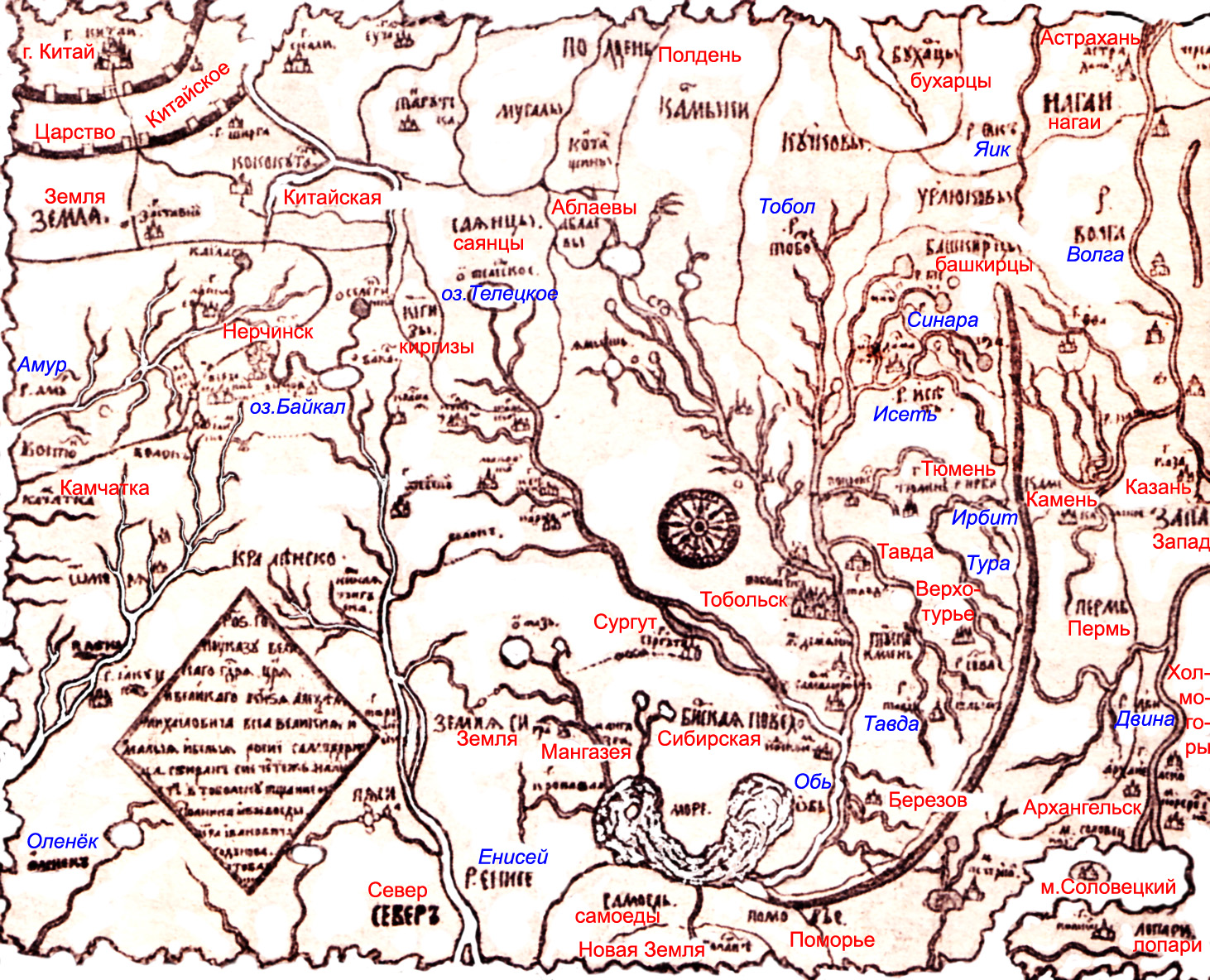
Чертёж Сибирской земли — российская карта Сибири и Дальнего Востока, которую в 1667 году по царскому указу составил тобольский воевода П. И. Годунов (с расшифровкой). В середине карты вверху присутствует надпись «Аблаевы»

Когда Ульян доехал до Урги, то была устроена ему встреча с честью по обычаю Аблая и угощение. Когда же принесли подарки, [данные] по наказу, Аблай спросил Ульяна:
«Числится ли панцирь Ермака — ему недостойно быть среди [других] даров».
Тут Ульян зачитал список [подарков]. Аблай тогда весь порядок передачи подарков нарушил, [сказав]:
«Подайте мне панцирь».
И [ему] подали. Он принял его с почтением, поцеловал и над головой своей поднял, воздавая хвалу царскому величеству и любви, потому что получил большое утешение. Панцирь же кован искусно в 5 колец, длиной в 2 аршина, в плечах — аршин с четвертью, на груди и на спине — печати царские, золотые орлы, по подолу и рукавам — опушка медная на 3 вершка.
И опять Аблай спрашивает:
«Знаешь ли Ульян, где ваш Ермак лежит?».
Ульян же, находчивый и мудрый в делах, на вопрос отвечал:
«Не знаем до сего дня и где похоронен, и как погиб».
И начал Аблай повествовать о нём [Ермаке], по своим преданиям: как приехал в Сибирь и от Кучума на перекопе побежал и утонул, и найден, и стрелян, и кровь текла, и панцири разделили и развезли, и как от панцирей и от платья чудеса были, и как татары смертью поклялись, что про него русским не говорить. И Аблай, приняв панцирь, рассказал о Ермаке стоявшему здесь Ульяну. Ульян же попросил у Аблая письменную грамоту за его подписью и печатью; он [Аблай] обещал о Ермаке всё подробно изложить.
Приняв и остальные подарки, закончили церемонию и сели. [Аблай] обрадовался вместе с родом своим, потому что великий государь любезно послушал его, послал 4 сентября 1651 года подробную повесть на своём языке о Ермаке: как жил и как погиб, «согласно нашим историям», как был найден и творил чудеса.
«Я-де много лет [панциря] добивался. Когда был я ещё мал и утробой болен, то дали мне пить с земли, взятой с его могилы, и здоров стал до сих пор. Когда же еду на войну с землёй, взятой с этой могилы — побеждаю; если же нет земли — почти пустой возвращаюсь, без добычи. И потому просил панцири у государя, чтобы пойти [войною] на Казачью Орду. Ермак же ваш лежит на Баишевском кладбище под сосной, и в родительские ваши дни столб огненный над ним [Ермаком], а в иные [дни] — свеча кажется татарам, а русским не кажется».
В этом и печать свою приложил.
— Семён Ульянович Ремезов
Весной 1667 года, после назначения царём Алексеем Михайловичем нового воеводы Петра Ивановича Годунова, Ульяна взяли под его покровительство и озадачили многими неотложными картографическими и иными всякими административными делами: при нехватке специалистов-краеведов в массовом порядке составлялись опросные листы по природному устройству разных местностей, прежде всего строению речных бассейнов, расположению населённых пунктов, занятиям и составу местного населения, по природным богатствам Сибири. В течение полугода немыслимая по сложности и трудоёмкости работа была всё-таки выполнена. На региональных картах обозначились долины важнейших рек Сибири, а общий чертёж Сибири показал взаимное расположение главных речных бассейнов по отношению к морям Северного Ледовитого и Тихого океанов. В ноябре 1667 года все чертежи были отвезены в Москву, а в первые дни января общая карта Сибири была «взнесена в Верх» — в царские палаты, то есть передана царю. Это была первая в стране карта, на которой Россия показана с северными, восточными и южными границами.
В 1667 году писал тобольскому воеводе П. И. Годунову о необходимости послать в Тарское воеводство Ульяна Моисеева со служилыми людьми в Ишимский и Тебендинский острожки для оберегания ясачных людей от калмыцких воинских людей. Просил о необходимости набрать 50-70 человек в охочую службу без хлебного и соляного жалования, но с разрешением пахать пашню против Ишимского острожка за рекой Иртыш на горе, где пролегли дубравы и елани. Также попросил об устройстве слобод и десятинной пашни в районе устья Ишима с представлением прибранным крестьянам льготных лет. Высказал предложение, чтобы тарских стрельцов и казаков посылали в острожки на годовую службу в числе 70 человек[уточнить].
В 1674 году в Китай проследовала вереница подвод с товарами соликамского купца Г. Никитина, а в следующем году Тобольск встречал русское посольство в Китай Н. Г. Спафария, который, между прочим, вёз с собой и две больших справочных дорожных книги — «Книгу Большому чертежу» и чертёжное описание Сибири, выполненное под руководством стольника и воеводы П. И. Годунова с участием Ремезовых.